# تابوبيا متباينة الأوراق
تابوبيا متباينة الأوراق (الاسم العلمي:Tabebuia heterophylla) هي نوع من النباتات تتبع جنس التابوبيا من الفصيلة البنيونية.